# V12发动机

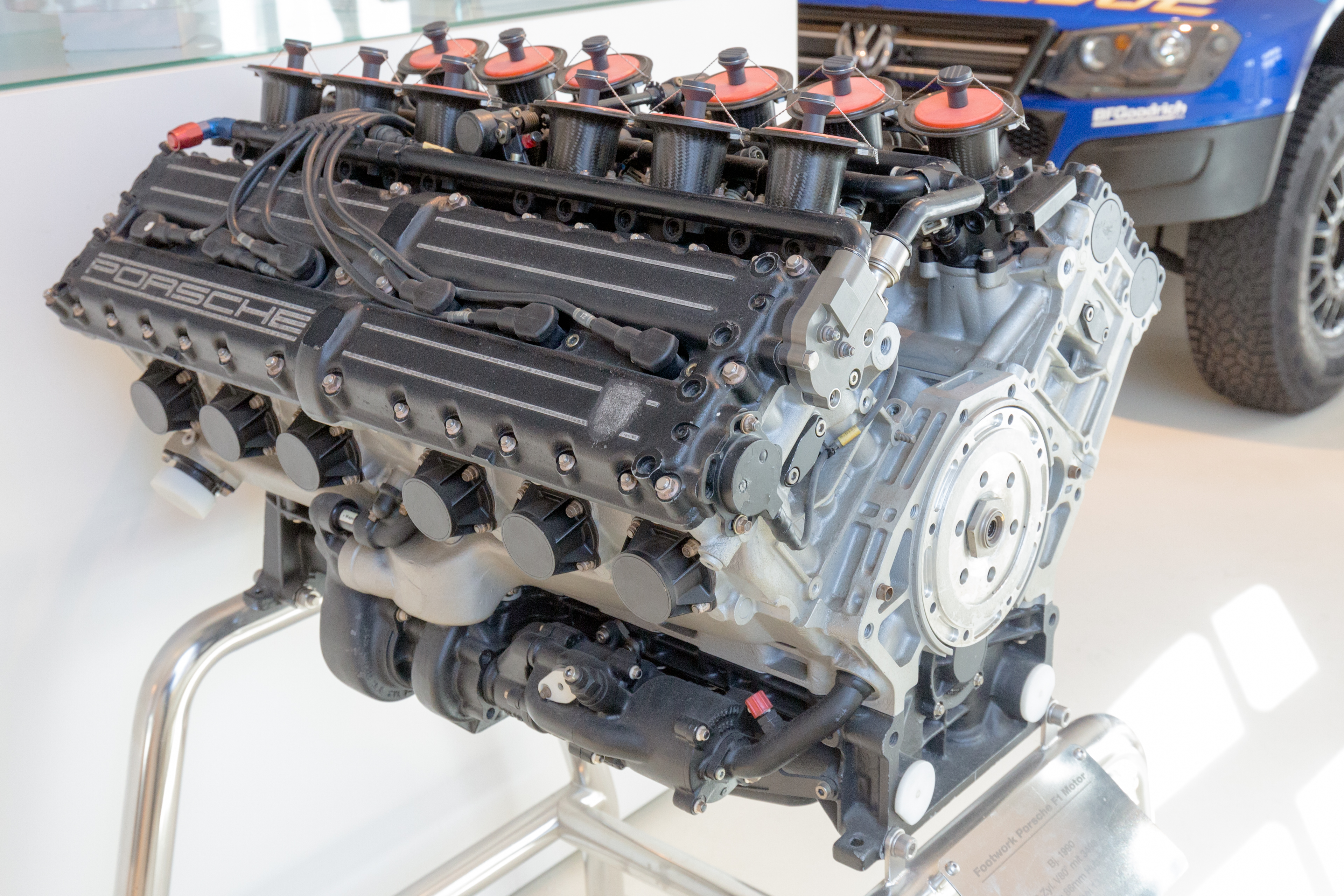
1990年保時捷3512一級方程式引擎

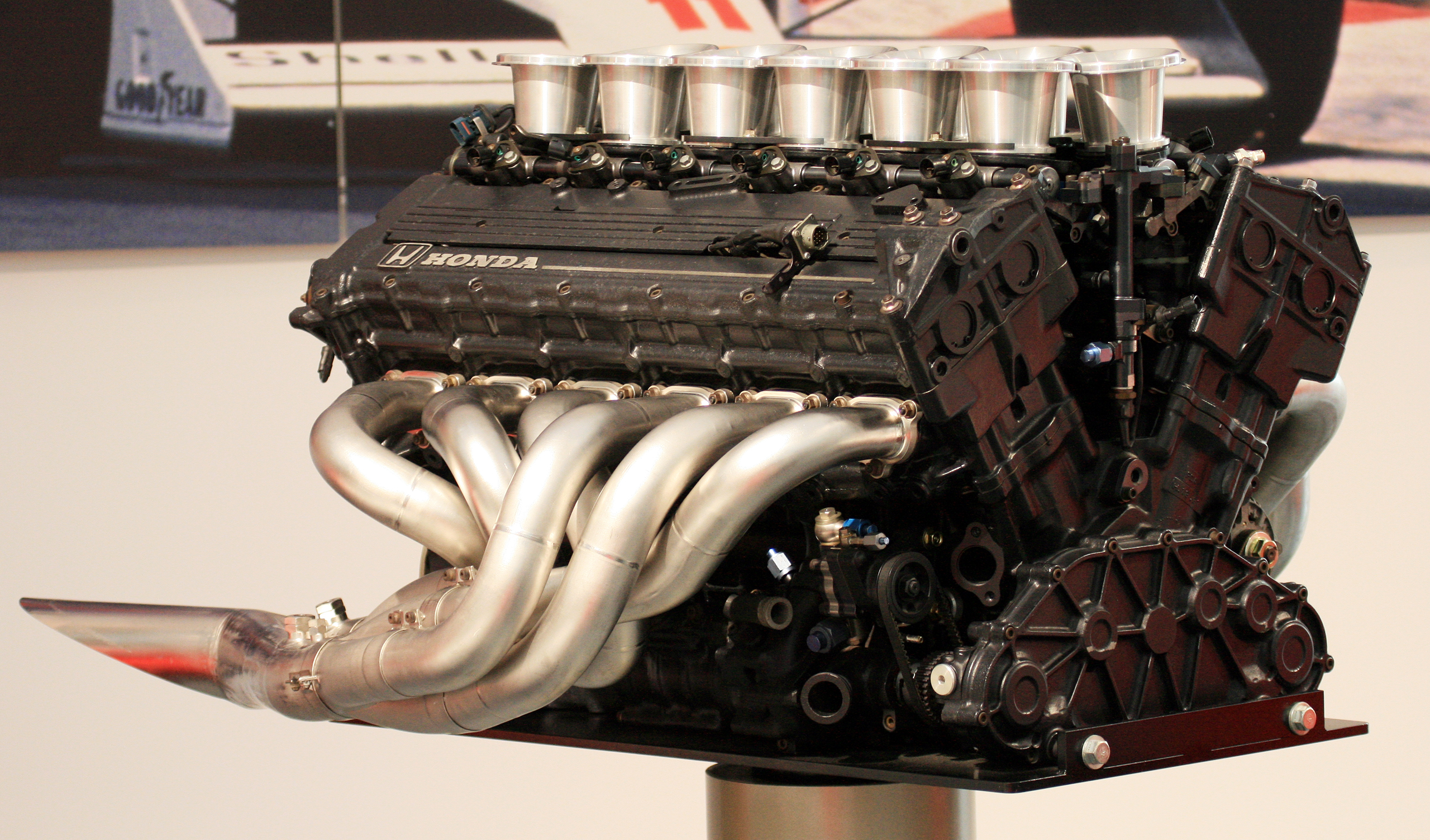
1991年本田RA121E引擎

V12发动机是V型引擎的一种，12个汽缸呈“V”形排列。大多V形夾角都是60度，但是亦有120度及180度的設計。當中，180度夾角的V12发动机亦稱為水平對臥十二缸引擎。

## 工作原理
将所有汽缸分成两组，把相邻汽缸以一定的夹角布置在一起，使两组汽缸形成两个有一个夹角的平面，从侧面看汽缸呈V字形，故称V型发动机。
如果将发动机的长度缩短，便能为驾乘舱留出更大的空间，从而提高舒适性。将汽缸分成两排然后“打斜”，便能缩小发动机的高度和长度，从而迎合车身设计的要求。
由于汽缸之间已相互错开布置，因此在汽缸之间有较大的空间，这样便于通过扩大汽缸直径来提高排量和功率。V型发动机的汽缸均成一角度对向布置，还可以抵消一部分振动。
V型发动机的缺点是必须使用两个汽缸盖，结构较为复杂。另外其宽度加大后，发动机两侧空间较小，不易再安排其它装置。
V型发动机的汽缸数一般为4、6、8、10、12、16。

## 应用车型举例

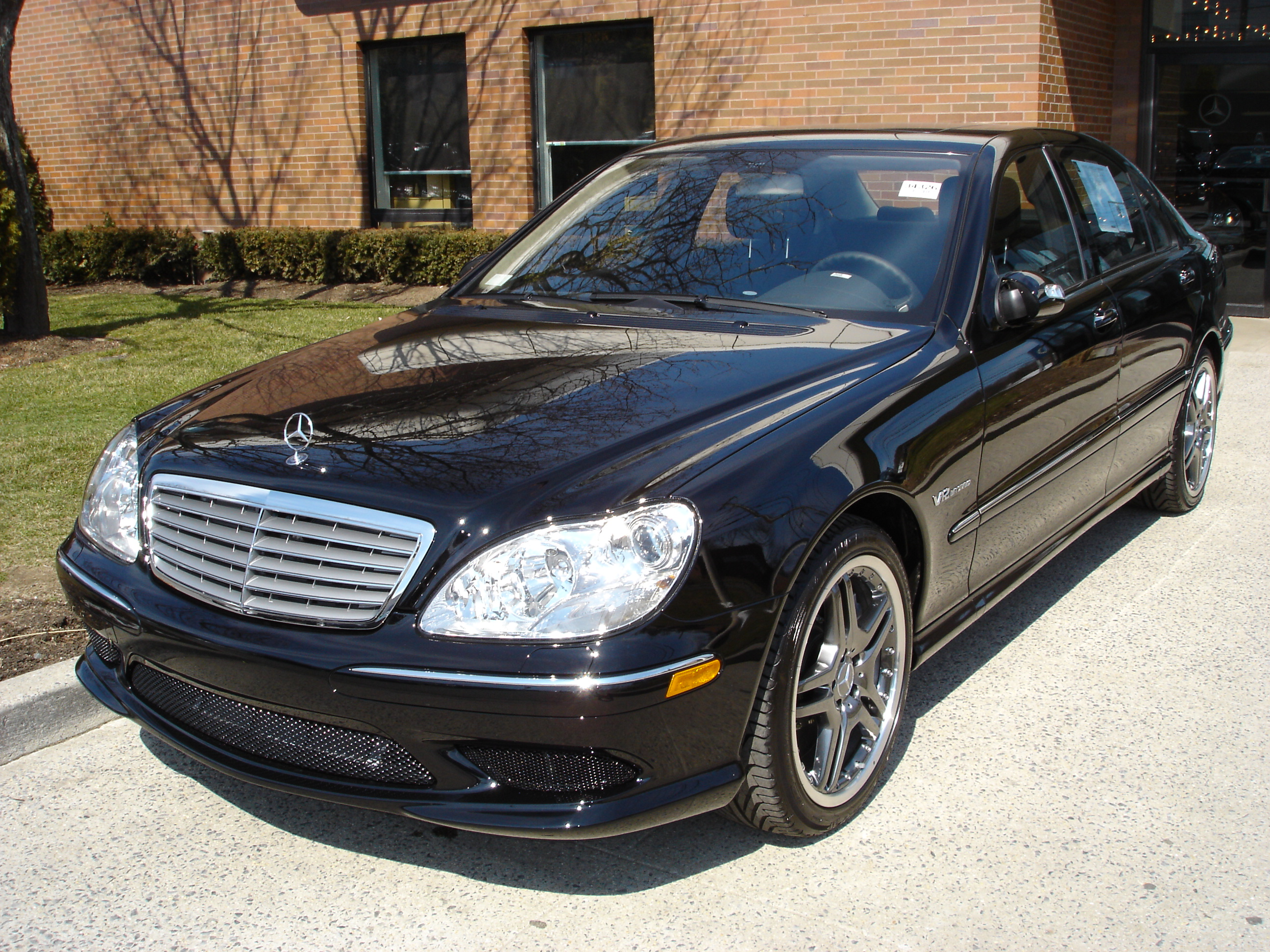
采用V12发动机的德国奔驰轿车

（依照廠牌英文字母排序）
- 阿斯顿·马丁
  - DB7（英语：Aston Martin DB7）
  - V12 Vanquish
  - DB9（英语：Aston Martin DB9）
  - Vantage (2005)（英语：Aston Martin Vantage (2005)）
  - One-77（英语：Aston Martin One-77）
  - V12 Zagato（英语：Aston Martin V12 Zagato）
  - DBS (2007)（英语：Aston Martin DBS (2007)）
  - Vulcan（英语：Aston Martin Vulcan）
  - DB11
  - Vantage (2018)（英语：Aston Martin Vantage (2018)）
  - DBS Superleggera（英语：Aston Martin DBS Superleggera）
  - 女武神（英语：Aston Martin Valkyrie）
  - Valour（英语：Aston Martin Valour）
- BMW
  - 7系列
  - 8系列
- 博速
  - Bullit（英语：Brabus Bullit）
  - Rocket（英语：Brabus Rocket）
  - E V12（英语：Brabus E V12）
- Gordon Murray Automotive（英语：Gordon Murray Automotive）
  - T.50（英语：Gordon Murray Automotive T.50）
  - T.33（英语：Gordon Murray Automotive T.50）
- 布加迪
  - EB 110
- 凯迪拉克
  - V-12（英语：Cadillac V-12）
- 法拉利汽车
  - Daytona SP3（英语：Ferrari Daytona SP3）
  - Purosangue（英语：Ferrari Purosangue）
  - 12Cilindri
  - 166 Inter（英语：Ferrari 166 Inter）
  - 195 Inter（英语：Ferrari 195 Inter）
  - 212 Inter（英语：Ferrari 212 Inter）
  - America（英语：Ferrari America）
  - 250
  - 275（英语：Ferrari 275）
  - 365
  - 代托纳（英语：Ferrari Daytona）
  - 550（英语：Ferrari 550）
  - 575M
  - 599 GTB Fiorano
  - F12 Berlinetta
  - 812 Superfast
  - 365 GT4 2+2, 400 and 412（英语：Ferrari 365 GT4 2+2, 400 and 412）
  - 456
  - 612 Scaglietti（英语：Ferrari 612 Scaglietti）
  - FF
  - GTC4Lusso（英语：Ferrari GTC4Lusso）
  - Monza SP（英语：Ferrari Monza SP）
  - F50
  - 恩佐
  - LaFerrari
- 红旗轿车
  - HQE
- 林寶堅尼
  - 350 GT（英语：Lamborghini 350 GT）
  - 400 GT（英语：Lamborghini 400 GT）
  - Miura
  - Islero（英语：Lamborghini Islero）
  - Espada（英语：Lamborghini Espada）
  - Jarrama（英语：Lamborghini Jarrama）
  - Countach
  - LM002（英语：Lamborghini LM002）
  - Murciélago
  - 鬼怪
  - Aventador
  - Revuelto（英语：Lamborghini Revuelto）
  - 雷文顿
  - Veneno（英语：Lamborghini Veneno）
  - Centenario
  - Sián FKP 37（英语：Lamborghini Sián FKP 37）
  - Countach LPI 800-4（英语：Lamborghini Countach LPI 800-4）
- 迈巴赫
  - 57 and 62（英语：Maybach 57 and 62）
  - Exelero（英语：Maybach Exelero）
- 迈凯伦汽车
  - F1
- 梅赛德斯-奔驰
  - CLK GTR（英语：Mercedes-Benz CLK GTR）
  - 梅赛德斯-奔驰S级
  - 梅赛德斯-奔驰C级
  - 梅赛德斯-奔驰SL系列
  - 梅赛德斯-奔驰S级
- 帕加尼
  - Zonda（英语：Pagani Zonda）
  - 风神
  - Utopia
- 劳斯莱斯
  - 银天使
  - 幻影
  - 古思特
  - 库里南
  - Phantom Drophead Coupé（英语：Rolls-Royce Phantom Drophead Coupé）
  - Phantom Coupé（英语：Rolls-Royce Phantom Coupé）
  - Sweptail（英语：Rolls-Royce Sweptail）
  - Wraith (2013)（英语：Rolls-Royce Wraith (2013)）
  - Boat Tail（英语：Rolls-Royce Boat Tail）
  - Droptail（英语：Rolls-Royce Droptail）
- 豐田汽車
  - 世极
- T-34坦克 苏联 T-34 坦克 (V-2-34型V型12缸柴油機)